# Tunix (Festival)

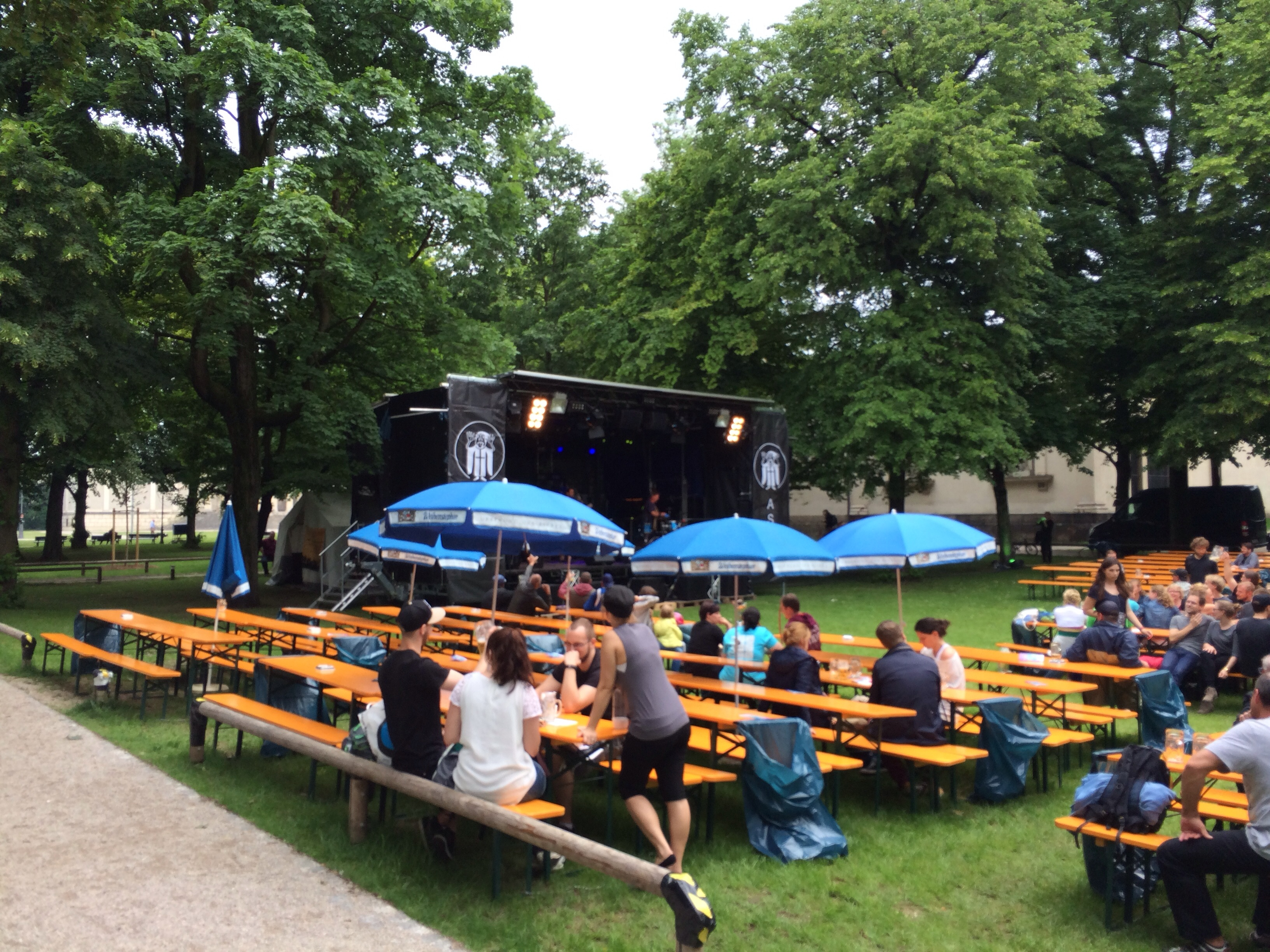
TUNIX 2015

Das TUNIX ist ein seit 1981 jährlich in München ausgerichtetes fünftägiges Festival. Nördlich der Glyptothek am Königsplatz treten auf einer Bühne etwa 20 Bands, Liedermacher und Kabarettisten auf.
Das TUNIX wird von der Studentischen Vertretung der TU München veranstaltet, wie auch sein Ablegerfestival GARNIX am TU-Standort in Garching. Diese beiden Festivals finden zusammen mit dem StuStaCulum und dem Uni-Sommerfest der LMU München unter dem Dachtitel Triple Live Summer statt, in dessen Rahmen eine enge Kooperation der jeweiligen ehrenamtlich tätigen Organisatoren besteht.

## Geschichte
Von 1981 bis 1988 veranstalteten die Studentische Vertretung der TU München und das Kulturreferat der Stadt München gemeinsam ein Singats genanntes einwöchiges Festival von Münchner Liedermachern und Kabarettisten. Musiker wie Franz Josef Degenhardt, Konstantin Wecker, Klaus Lage, die Biermösl Blosn und Zither Manä traten dort auf.
Seit 1988 wird das Festival ausschließlich von der Studentischen Vertretung der TU München ausgerichtet und heißt seitdem TUNIX. Es folgte eine Phase als reines Musikfestival, auf dem neben Nachwuchskünstlern auch immer mehr bekannte Musiker wie Hans Söllner auftraten. Seit 2007 stehen beim TUNIX auch wieder Kabarettisten auf dem Programm.
Aus Lärmschutzgründen enden die Musikveranstaltungen im Normalfall um 22 Uhr.
Im Jahr 2019 fand das TUNIX-Festival von 17. bis 21. Juni statt, 2020 wurde das Festival wegen der COVID-19-Pandemie abgesagt und fiel auch aus diesem Grund 2021 aus. 2022 fand das Festival vom 4. bis 8. Juli zum 40. Mal statt.

## Künstler und Bands
Das TUNIX ist überwiegend eine Plattform für lokal und regional bekannte Künstler. Allerdings konnten einige das Festival als Sprungbrett nutzen. So hatte Willy Astor seine ersten großen Erfolge nach seinem Auftritt auf dem Singats im Jahre 1984. In den Jahren nach 1988 wurden Bands wie Bluekilla, Rausch, Albert C. Humphrey, The Burning Flamingos und Funkstelle auf dem TUNIX entdeckt.
Auftritte auf dem Festival hatten auch Schandmaul, Juli sowie Elli, letztere sowohl vor als auch nach Erlangung bundesweiter Bekanntheit.
Der weit überwiegende Teil der Auftritte wird jährlich von den Veranstaltern zur Bewerbung ausgeschrieben.